# Кригеров гнев (представа)
Кригеров гнев је позоришна представа коју је режирао Даријан Михајловић на основу драмског дела Александра С. Јанковића написаног по мотивима ТВ серије Отписани.
Представа је реализована у продукцији позоришта ДАДОВ, као 146. премијера омладинског позоришта.
Премијерно приказивање било је 15. фебруара 1996.
Шминку су урадиле Јелена Ђорђевић, Николина Шашић а плакат је дизајнирао Владан Срдић.

## Улоге
| Лица      | Глумци              |
| --------- | ------------------- |
| Шафхаузен | Владимир Маринковић |
| Тихи      | Срђан Ј. Карановић  |
| Прле      | Радмило Савковић    |
| Јоца      | Марко Медовић       |
| Кригер    | Бојан Бајчетић      |
| Марија    | Јана Савић          |
| Мрки      | Добривоје Савић     |
| Сека      | Вања Ејдус          |
| Уге Фихте | Душица Попадић      |
| Мисирац   | Данијел Одић        |
| Уча       | Маринко Маџгаљ      |
| Немац 1   | Никола Манчић       |
| Немац 2   | Душан Кораћ         |
| Пионирка  | Огњена Зекић        |